# Volki i ovtsy. Beeezumnoe prevrashchenie
Volki i ovtsy. Be-e-e-zumnoe prevrashchenie (em russo: Волки и овцы: Бе-е-е-зумное превращение) (bra: Um Lobo em Pele de Cordeiro/prt: Ovelhas e Lobos) é um filme de animação de comédia russo de 2016 dirigido por Andrey Galat e Maxim Volkov.
O filme estreou em Portugal em 5 de janeiro de 2017.

## Sinopse
Essa animação nos leva a uma terra desconhecida e mágica no centro-leste europeu, mais precisamente nos Cárpatos, na região da Galícia (território dominado e reinado pelos russos-imperiais, austro-húngaros e otomanos). Passando-se no século 19, a área é bem remota, longe da civilização humana, em um prado calmo onde um rebanho de ovelhas-selvagens podem viver em paz. Mas os problemas começam a aparecer quando uma alcateia de lobos-euroasiáticos é instalado nas proximidades montanhosas.

## Elenco
| Personagem | Vozes Russas          | Vozes Americanas    | Vozes Brasileiras | Vozes Portuguesas |
| ---------- | --------------------- | ------------------- | ----------------- | ----------------- |
| Grey       | Alexander Petrov      | Tom Felton          | Felipe Grinnan    | desconhecido      |
| Bianca     | Elizaveta Boyarskaya  | Ruby Rose           | Luciana Baroli    | desconhecido      |
| Magra      | Sergei Bezrukov       | Jim Cummings        | Leonardo José     | desconhecido      |
| Ragear     | Andrey Barkhudarov    | Rich Orlow          | Francisco Júnior  | José Raposo       |
| Skinny     | Yuriy Tarasov         | Thomas Ian Nicholas | Tatá Guarnieri    | desconhecido      |
| Hobbler    | Yuriy Menshagin       | Lex Lang            | César Marchetti   | desconhecido      |
| Sarabi     | Kseniya Bolshakova    | Anne Hathaway       | Alessandra Merz   | desconhecido      |
| Leah       | Ekaterina Afrikantova | Emily Bauer         | Raquel Marinho    | desconhecido      |

| Personagem | Vozes Russas        | Vozes Americanas       | Vozes Brasileiras | Vozes Portuguesas |
| ---------- | ------------------- | ---------------------- | ----------------- | ----------------- |
| Lyra       | Katya lowa          | China Anne McClain     | Fernanda Baronne  | desconhecido      |
| Ziko       | Yuriy Galtsev       | Ross Marquand          | Dláigelles Riba   | desconhecido      |
| Moz        | Diomid Vinogradov   | Peter Linz             | Spencer Toth      | desconhecido      |
| Belgour    | Nikita Prozorovskiy | Tyler Bunch            | Renato Márcio     | Sérgio Calvinho   |
| Shia       | Yekaterina Semenova | Alyson Leigh Rosenfeld | Monalisa Capella  | desconhecido      |
| Xavi       | Irina Vilenkina     | Sarah Natochenny       | Nathalia Guillen  | desconhecido      |
| Ike        | Eduard Dvinskikh    | Marc Thompson          | Ramon Campos      | desconhecido      |
| Louis      | Dmitriy Filimonov   | J.B. Blanc             | Cassiano Ávila    | desconhecido      |

| Personagem | Vozes Russas     | Vozes Americanas | Vozes Brasileiras   | Vozes Portuguesas | Tipo de animal |
| ---------- | ---------------- | ---------------- | ------------------- | ----------------- | -------------- |
| Cliff      | Andrey Rozhkov   | Jim Cummings     | Paulo Porto         | desconhecido      | Gaivota        |
| Mami       | Tatyana Shitova  | Jennie Grace     | Mabel Cezar         | desconhecido      | Lebre          |
| Baron      | Aleksandr Noskov | Jim Cummings     | Ricardo Vasconcelos | desconhecido      | Lebre          |
| Bucho      | Oleg Morozov     | Tyler Bunch      | Mauro Castro        | desconhecido      | Boi/Touro      |

## Conceito
A produção foi inspirada na fábula alemã: O Lobo e os Sete Cabritinhos e a expressão: "Um Lobo em Pele de Cordeiro". Maxim Volkov explicou que tanto sua equipe artística quanto o produtor conceberam essa ideia usando a fórmula de mudança corporal e que ela foi explorada em várias histórias em quadrinhos. O filme transmite mensagens de amizade e conflito com aqueles que são contra certos grupos.
Segundo o cineasta, as ovelhas são descritas como elfos ou hobbits, enquanto os lobos são nômades beligerantes: "era importante estabelecer contrastes, já que o protagonista muda de lobo para carneiro, para adquirir as qualidades. das ovelhas em detrimento de suas características como um lobo".

## Produção
A produção de Um Lobo em Pele de Cordeiro levou um processo de cinco anos e custou 230 milhões de rublos. Quanto ao roteiro, demorou mais de dois anos para concluí-lo. Neil Landau, que colaborou com O Reino Gelado (também da Wizart Animation), juntou-se à equipe de roteiristas junto com Vladimir Nikolaev. O processo começou em Voronezh e contou com a colaboração de várias empresas estrangeiras da Nova Zelândia, Índia e Estados Unidos, entre outras. Naquela época, o Wizart estava na Nova Zelândia e na Escócia gravando O Reino Gelado 2 com um compositor francês. A produção era composta por quinze a dezessete departamentos, compostos por equipes de cinco a doze pessoas.
Quanto aos personagens, o desenho foi um grande desafio para os animadores. Segundo Volkov: trabalhar com lã era um desafio para eles. Personagens com pêlo liso tinham apenas duas camadas, enquanto personagens de ovelhas tinham várias, então os lobos foram projetados primeiro. A quantidade de lã dependia da distância em que as ovelhas eram focadas para obter a textura mais natural possível. Outras cenas complicadas incluíam a sequência da luta das ovelhas e a animação da plumagem do personagem Cliff.
Os movimentos labiais foram incentivados de acordo com os dubladores inglês, um detalhe elogiado pela publicação russa. Isso foi notado e elogiado em uma resenha do filme pela publicação russa Weburg.

## Recepção
As críticas recebidas foram geralmente díspares: IMDb classificou a produção com uma pontuação de 7 em 10 e foi comparada ao Kung Fu Panda, embora afirmasse que "o enredo está longe de ser original, embora se destaque por sua execução". Quanto ao público, ele considerou que crianças e adultos poderiam apreciar o filme, no caso deste último, devido a referências culturais.
Olivier Bachelard, do médium francês Abus de Cine, elogiou os efeitos visuais, a animação fluida e a gama "impressionante" de cores e comentou que o público infantil poderia apreciar a história, no entanto, ele criticou as cenas que considerava "desnecessárias", além da caracterização dos personagens, especialmente os seus estilos de cabelo grotesco.
Os críticos de língua russa observam no desenho uma trama direta, mas claramente estruturada, um estudo minucioso dos personagens e a identidade comparativa do projeto  . Em sua crítica, Boris Ivanov elogiou a imagem por um nível decente para o cinema russo, seus gráficos e animação, embora tenha havido algumas deficiências na direção, expressas pela falta de dimensionalidade na narrativa, Ivanov também se refere às fraquezas do filme de animação com empréstimos frequentes, personagens secundários e algumas piadas, a trivialidade da ideia principal da amizade de herbívoros com carnívoros. O desenvolvimento da ação é rápido, por causa do qual nem sempre é possível sentir cenas importantes que não recebem a devida atenção em termos de saturação emocional, a narrativa é amassada, o que é especialmente sentido no início da imagem. Alexey Mazhaev observa que o desenho animado está no nível dos padrões de animação ocidentais, embora a quantidade de humor e drama adulto na fita seja menor do que em filmes semelhantes da DreamWorks e da Disney.
Mazhaev observa que os animais no filme de animação estão em um nível civilizado bastante alto, e a falta de elaboração pelos roteiristas das loucas transformações de lobo em carneiro e vice-versa "dá ao enredo algum encanto absurdo". O filme mostra convincentemente a superioridade do bem sobre o mal, sem cair na moralização. Apesar de cinco anos de trabalho no filme, ele não saiu tão bom quanto a animações da Disney. Kirill Ilyukhin também acredita que o enredo do filme não é original, mas divertido e interessante para o principal público-alvo - as crianças. De acordo com Ilyukhin, o enredo com o tópico hackeado da transformação com o objetivo de olhar o mundo de um ângulo diferente é o ponto fraco da imagem. Olesya Troshina afirma que a animação não é ruim, mas não sem falhas e rugas, e o desenho de animais na fita, embora não atinja o nível de Zootopia, está atento aos detalhes. As paisagens, no entanto, são coloridas e parecem boas. No script, teremos referências á algumas obras como O Rei Leão, Harry Potter, 300, Asterix, Valente, Shrek, Como Treinar o Seu Dragão, Por Água Abaixo e as pinturas de Salvador Dalí.
O filme de animação estava no topo das estreias mais esperadas do cinema russo em 2016. Além da Rússia e dos países da antiga União Soviética, o desenho animado foi lançado no Oriente Médio, Mongólia, Turquia e Romênia. Também foi planejado para ser exibido na Itália, Espanha, China e Polônia. Segundo o produtor Yuri Moskvin, da Wizart Animation, que assinou um contrato com a Flame Node e o Alibaba Group para promover a pintura, o mercado chinês é fundamental para o aluguel de lobos e ovelhas, o programa planeja atingir o público mais amplo. Na versão do desenho animado para o aluguel chinês, diálogos e músicas são parcialmente alterados. O lançamento do desenho animado na China foi previsto para o final do verão de 2016. Negociações estavam em andamento com estúdios nos Estados Unidos e na Grã-Bretanha para exibição nesses países. No Kinopoisk, o filme tem uma classificação de 6,8 em 10, na IMDb - 5,7 em 10. Na primeira semana de distribuição na Rússia, o desenho animado entrou nos três primeiros colocados no Festival de Cannes e também se tornou um dos projetos russos de maior sucesso nas bilheterias internacionais em 2016. No entanto, o site kinometro.ru considera que o início da locação do filme não teve muito sucesso: nos primeiros quatro dias de locação, a imagem coletou 49,7 milhões de rublos, enquanto os analistas previram mais de cem milhões de rublos da coleção. No exterior, a imagem ficou em terceiro lugar nas bilheterias da Bulgária, arrecadando 33 mil euros no primeiro final de semana.

## Sequência
A sequência Volki i ovtsy: Khod sviney foi lançada na Rússia em janeiro de 2019 e foi calorosamente recebida pelo público.